# مطار هواري بومدين الدولي
أقدم مطارات الجزائر مطار بسكرة 1917
مطار الجزائر - هواري بومدين (إياتا: ALG، إيكاو: DAAG) هو مطار دولي يخدم مدينة الجزائر العاصميقع في بلدية الدار البيضاء على بعد 16 كم في الإتجاه الجنوبي الشرقي لولاية الجزائر. يُسيّر من طرف مؤسسة تسيير مصالح ومنشأت مطار الجزائر (SGSIA) وهي شركة عمومية خاضعة للقانون الجزائري أنشئت يوم 1 نوفمبر 2006، وبمثابة المحور الرئيسي لشركة الخطوط الجوية الجزائرية بما في ذلك الفرع الخاص للشحن وكذلك طيران الطاسيلي.
بخدم مطار هواري بومدين الدولي سكان العاصمة الجزائرية والولايات الوسطى (تيبازة، البليدة، عين الدفلى، المدية وبومرداس وتيزي وزو)، المطار يغطي مساحة قدرها 1200 هكتار من الأراضي ويضم ثلاث محطات الركاب بسعة إجمالية حوالي 18 مليون مسافر سنويا ومدرجين ومنطقة الشحن والخدمات اللوجستية ومرافق للصيانة ويعتبر أهم وأكبر مطار في البلاد.

## تاريخ
يرجع تاريخ إنشاء المطار إلى الحرب العالمية الثانية وذلك عندما قام الاحتلال الفرنسي للجزائر ببنائه تزامناً مع بدأ قوات الحلفاء عملياتها في شمال أفريقيا. ومنذ إنشائه سنة 1924، كان يسمى المطار بإسمه الفرنسي مطار الدار البيضاء (Maison Blanche Airport) نسبة للمنطقة الموجود فيها. ابتداءا من يوم 5 يناير 1980 وتخليدا لذكرى رئيس الجزائر الثاني الراحل هواري بومدين سنة 1978، سُمي المطار الأكبر في الجزائر بإسمه.

## شركات الطيران

### الركاب
| شركـات طيـران              | الوجهات |
| -------------------------- | --- |
| الخطوط الجوية الجزائرية    | مطار أبيدجان الدولي، مطار أدرار - توات الشيخ سيدي محمد بن لكبير، مطار الملكة علياء الدولي، مطار عنابة - رابح بيطاط، مطار باماكو موديبو كيتا الدولي، مطار برشلونة الدولي، مطار باتنة - مصطفى بن بولعيد، مطار بشار - بودغن بن علي لطفي، مطار بكين العاصمة الدولي، مطار بيروت رفيق الحريري الدولي، مطار بجاية - صومام - عبان رمضان، مطار بسكرة - محمد خيضر، مطار بوردو ميرينياك، مطار بوسعادة، مطار بروكسل الدولي، مطار بودابست فرانز ليست الدولي، مطار القاهرة الدولي، مطار بروكسل شارلروا الجنوب، مطار الشلف - أبو بكر بلقايد، مطار قسنطينة - محمد بوضياف، مطار بليز دياغني الدولي، مطار جانت تيسكا، مطار حمد الدولي، مطار دوالا الدولي، مطار دبي الدولي، مطار البيض، مطار المنيعة، مطار الوادي - قمار، مطار فرانكفورت، مطار جنيف الدولي، مطار غرداية - نوميرات مفدي زكريا، مطار حاسي مسعود - كريم بلقاسم، مطار تخاملت إيليزي، مطار إن أميناس - زرزايتين، مطار عين صالح، مطار إسطنبول الدولي، مطار الملك عبد العزيز الدولي، مطار جيجل - فرحات عباس، مطار أوليفر ريجنالد تامبو، مطار الأغواط - مولاي أحمد مدغري، مطار ليل، مطار لشبونة، مطار لندن هيثرو، مطار ليون سانت إكسوبيري، مطار مدريد باراخاس الدولي، مطار مارسيليا، مطار المشرية، مطار ميتز نانسي لورين، مطار مالبينسا، مطار مونبلييه ميديتيراني، مطار مونتريال الدولي، مطار شيريميتييفو الدولي، مطار ديوري حماني، مطار نيس كوت دازور، مطار نواكشوط الدولي، مطار وهران - أحمد بن بلة، مطار واغادوغو، مطار ورقلة - عين البيضاء، مطار باريس شارل ديغول، مطار باريس أورلي، مطار ليوناردو دا فينشي، مطار سطيف - 8 ماي 1945، مطار تمنراست أقنار - حاج باي أخاموك، مطار تبسة - الشيخ العربي التبسي، مطار عبد الحفيظ بوصوف، مطار تيميمون، مطار تندوف، مطار تلمسان - زناتة - مصالي الحاج، مطار تقرت - سيدي مهدي، مطار تولوز بلانياك، مطار تونس قرطاج الدولي، مطار فيينا الدولي موسمي: مطار أنطاليا، مطار بازل - ميلوز - فريبورغ الأوروبي |
| طيران كندا                 | موسمي: مطار مونتريال الدولي |
| الخطوط الجوية الفرنسية     | مطار باريس شارل ديغول، مطار باريس أورلي، مطار تولوز بلانياك موسمي: مطار مارسيليا، مطار نيس كوت دازور (تستئنف 9 يوليو 2023) |
| خطوط أي إس إل فرنسا الجوية | مطار ليل، مطار ليون سانت إكسوبيري، مطار باريس شارل ديغول |
| الخطوط الجوية البريطانية   | مطار لندن هيثرو |
| مصر للطيران                | مطار القاهرة الدولي |
| طيران الإمارات             | مطار دبي الدولي |
| طيران ناس                  | مطار الملك عبد العزيز الدولي، مطار الأمير محمد بن عبد العزيز الدولي |
| أيبيريا                    | مطار مدريد باراخاس الدولي |
| إيتا                       | مطار ليوناردو دا فينشي |
| لوفتهانزا                  | مطار فرانكفورت |
| الطيران الجديد تونس        | مطار تونس قرطاج الدولي |
| الخطوط الجوية القطرية      | مطار حمد الدولي |
| الملكية الأردنية           | مطار الملكة علياء الدولي |
| الخطوط السعودية            | مطار الملك عبد العزيز الدولي، مطار الأمير محمد بن عبد العزيز الدولي |
| طيران الطاسيلي             | مطار أدرار - توات الشيخ سيدي محمد بن لكبير، مطار عنابة - رابح بيطاط، مطار بشار - بودغن بن علي لطفي، مطار بسكرة - محمد خيضر، مطار قسنطينة - محمد بوضياف، مطار جانت تيسكا، مطار الوادي - قمار، مطار غرداية - نوميرات مفدي زكريا، مطار حاسي مسعود - كريم بلقاسم، مطار حاسي الرمل، مطار تخاملت إيليزي، مطار عين صالح، مطار غريس، مطار المشرية، مطار نانت، مطار وهران - أحمد بن بلة، مطار باريس أورلي، مطار سطيف - 8 ماي 1945، مطار ستراسبورغ، مطار تمنراست أقنار - حاج باي أخاموك، مطار تندوف، مطار تلمسان - زناتة - مصالي الحاج موسمي: مطار البيض، مطار الأغواط - مولاي أحمد مدغري، مطار عبد الحفيظ بوصوف |
| ترانسافيا                  | مطار ليون سانت إكسوبيري، مطار مونبلييه ميديتيراني، مطار نانت، مطار باريس أورلي موسمي: مطار ستراسبورغ (تبدأ 6 يوليو 2023) |
| توي فلاي بلجيكا            | مطار بروكسل شارلروا الجنوب |
| الخطوط التونسية            | مطار تونس قرطاج الدولي |
| الخطوط الجوية التركية      | مطار إسطنبول الدولي موسمي: مطار أنطاليا |
| فولوتيا                    | مطار بوردو ميرينياك |
| خطوط فيولينغ الجوية        | مطار برشلونة الدولي، مطار مارسيليا |

### الشحن الجوي
| شركـات طيـران           | الوجهات |
| ----------------------- | --- |
| الخطوط الجوية الجزائرية | مطار دبي الدولي، مطار فرانكفورت، مطار إسطنبول الدولي، مطار لندن هيثرو، مطار ليون سانت إكسوبيري، مطار ميونخ الدولي، مطار نواذيبو الدولي، مطار نواكشوط الدولي، مطار باريس شارل ديغول، مطار ليوناردو دا فينشي، مطار تونس قرطاج الدولي |
| الإمارات للشحن الجوي    | مطار آل مكتوم الدولي |
| سويفت إير               | مطار مارسيليا |
| الخطوط الجوية التركية   | مطار إسطنبول الدولي |

## تجهيزات المطار
يعتبر مطار هواري بومدين الدولي المطار رقم 1 في الجزائر، وبالتالي فهو يكتسي أهمية اقتصادية واجتماعية كبيرة لتواجده في مدينة الجزائر العاصمة، وهي الأكبر والأكثر ازدحاما. ويتواجد مطار الجزائر في منطقة ذات أهمية إستراتيجية بحيث يتواجد في المنطقة الجنوب-شرقية لمدينة الجزائر العاصمة.
يتكون مطار هواري بومدين الدولي من محطتين، المحطة المحلية (المبنى رقم 2)، المتربع على مساحة 14.126 م² والذي تم تجديده سنة 2007. والمحطة الدولية (المبنى رقم 1) المتربع على مساحة 82.000 م² الذي تم افتتاحه سنة 2006. كما يوجد مدرجين لهبوط الطائرات بطول 3500 م لكل منهما، الأول مسطح بالخرسانة الإسفلتية والثاني بالأسفلت. كما يشمل المطار برج مراقبة الحركة الجوية بالقرب من المحطة المحلية وقاعة شرفية لاستقبال رؤساء الدول والزعماء السياسيين من جميع البلدان ومنطقة للشحن الجوي ومساحة لصيانة الطائرات.

### برج المراقبة
برج مراقبة الملاحة الجوية لمطارهواري بومدين الدولي يقع بالقرب من المحطة 2 المخصصة للرحلات الداخلية، وهو المسؤول عن تنظيم حركة الطائرات في المدرج أو حظيرة الطائرات والإشراف والمسئولية عن جميع نواحى المطار من إنارة وإسعاف وإطفاء وكل ما بختص بالملاحة الجوية.
تعرض يوم 29 يوليو 2013 لحريق بسبب شرارة كهربائية بأحد المكيفات الهوائية بقاعة معدات تقنية توجد أسفل البرج، حيث امتدت ألسنة النيران إلى قاعة التجهيزات وتسبب هذا الحادث في شل حركة الملاحة الجوية لبضع ساعات.

### المحطات
يوجد بمطار هواري بومدين الدولي محطتين رئيسيتين ومحطة ثانوية:
- المحطة 1: مخصصة للرحلات الخارجية.
- المحطة 2: مخصصة للرحلات الداخلية.
- المحطة 3: مخصصة لرحلات الحج والشارتر.

المحطة 1

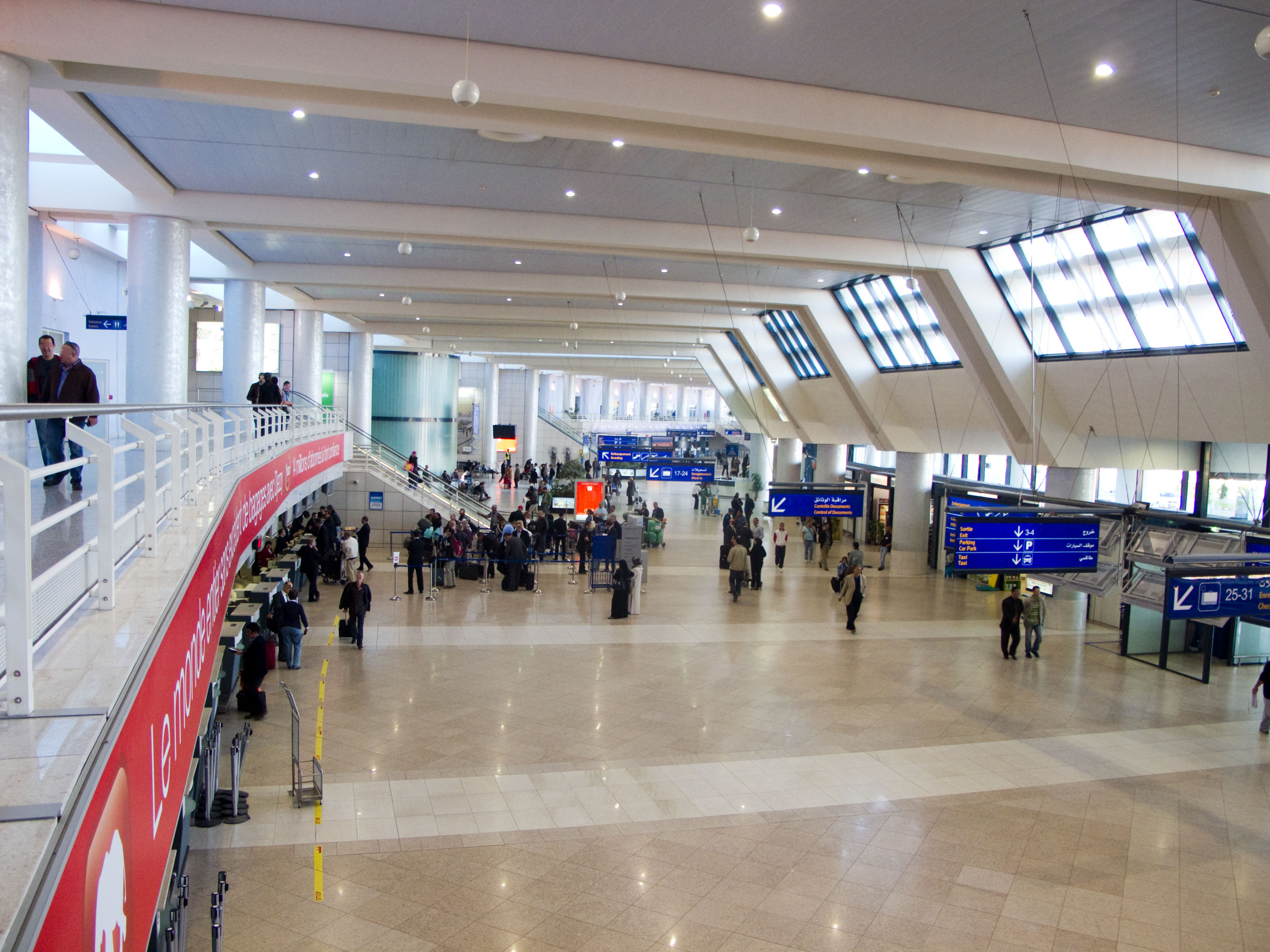
القاعة الرئيسية للمحطة الداخلية.

مُختصة بالرحلات الداخلية بسعة 6 ملايين مسافر. يتم استخدامها من قبل 2شركة طيران وطنية ، وتم بنائها لتحل محل المحطة الدولية القديمة التي بُنيت سنة 1924 والتي لم تعد تتسع لعدد مستخدمي مطار هواري بومدين الدولي. تم افتتاحها يوم 5 جويلية 2006 من طرف رئيس الجمهورية الأسبق عبد العزيز بوتفليقة بمناسبة ذكرى استقلال البلاد.
تنتشر المحطة 1 الدولية على مساحة تقدر بـ82.000 م² وتتكون من طابق أرضي خاص بقاعة الانتظار الرئيسية ومناطق التسجيل وطابقين منفصلان بهما صالات داخلية ومقاهي خاصة بالمسافرين. وتم تصميم هذه المحطة على شاكلة مبنى المحطة 1 ب الموجودة في مطار فرانكفورت الدولي والتي بُنيت وفق المعايير الدولية مما يجعلها من أحدث المرافق في العالم العربي وأفريقيا، بما في ذلك الجسور الجوية 14 الوحيدة على المستوى الوطني والتي تربط الطائرات مباشرة بالصالات الداخلية لهبوط المسافرين والعكس أيضا، والتي عوضت الطريقة السابقة المعمولة في المحطة القديمة وهي النقل بالحافلات.

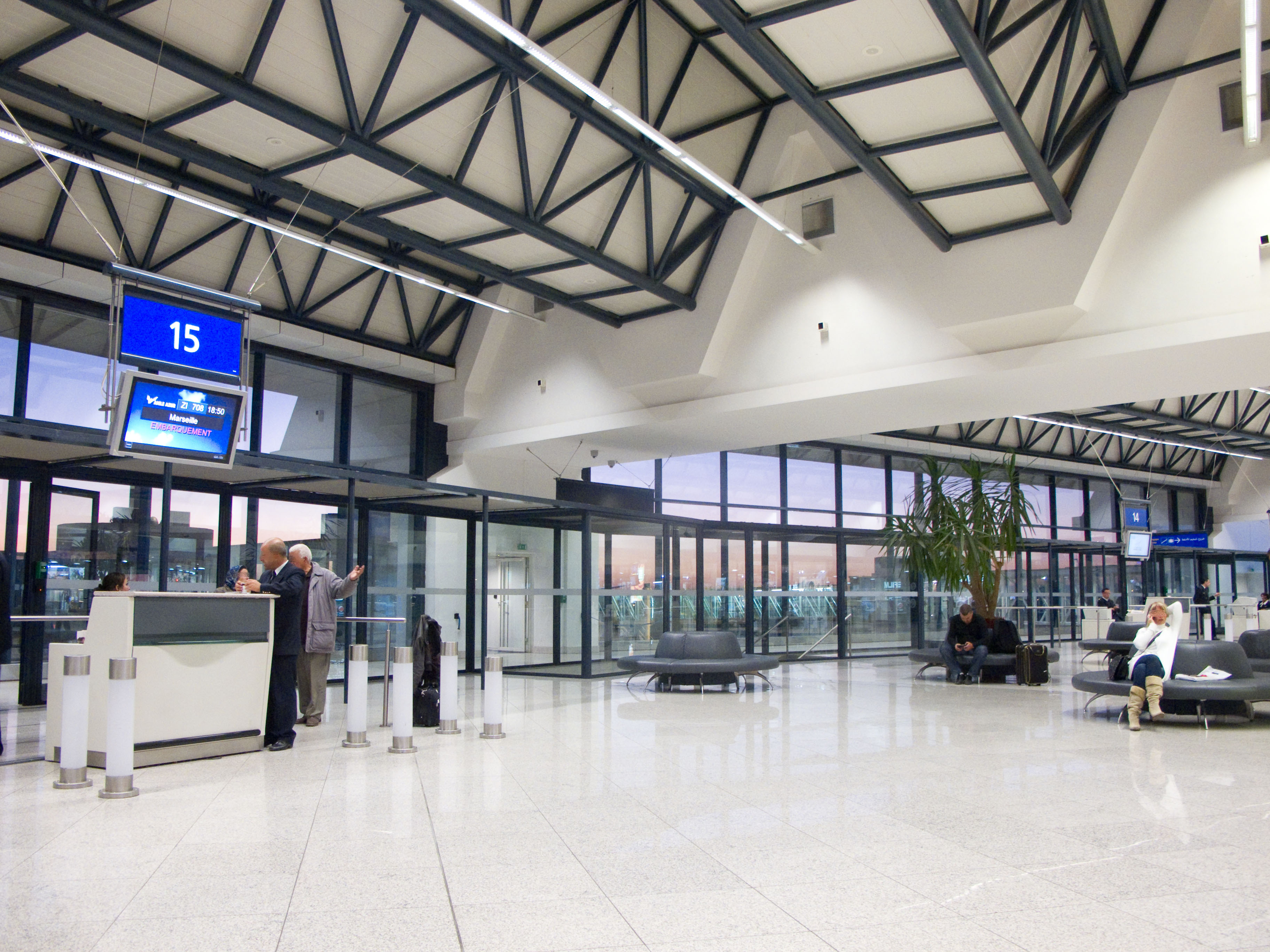
الصالة الداخلية رقم 1.
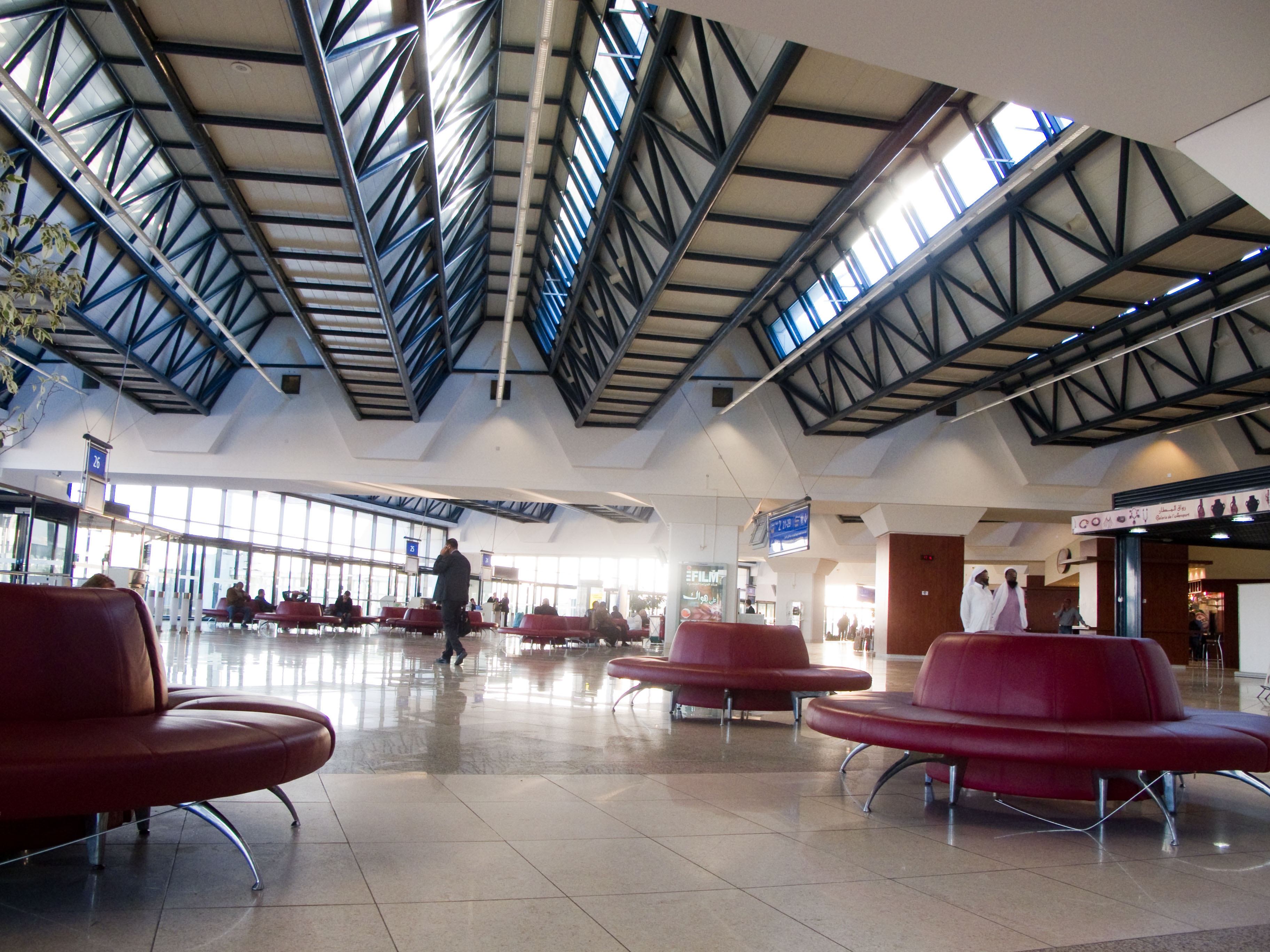
الصالة الداخلية رقم 2.
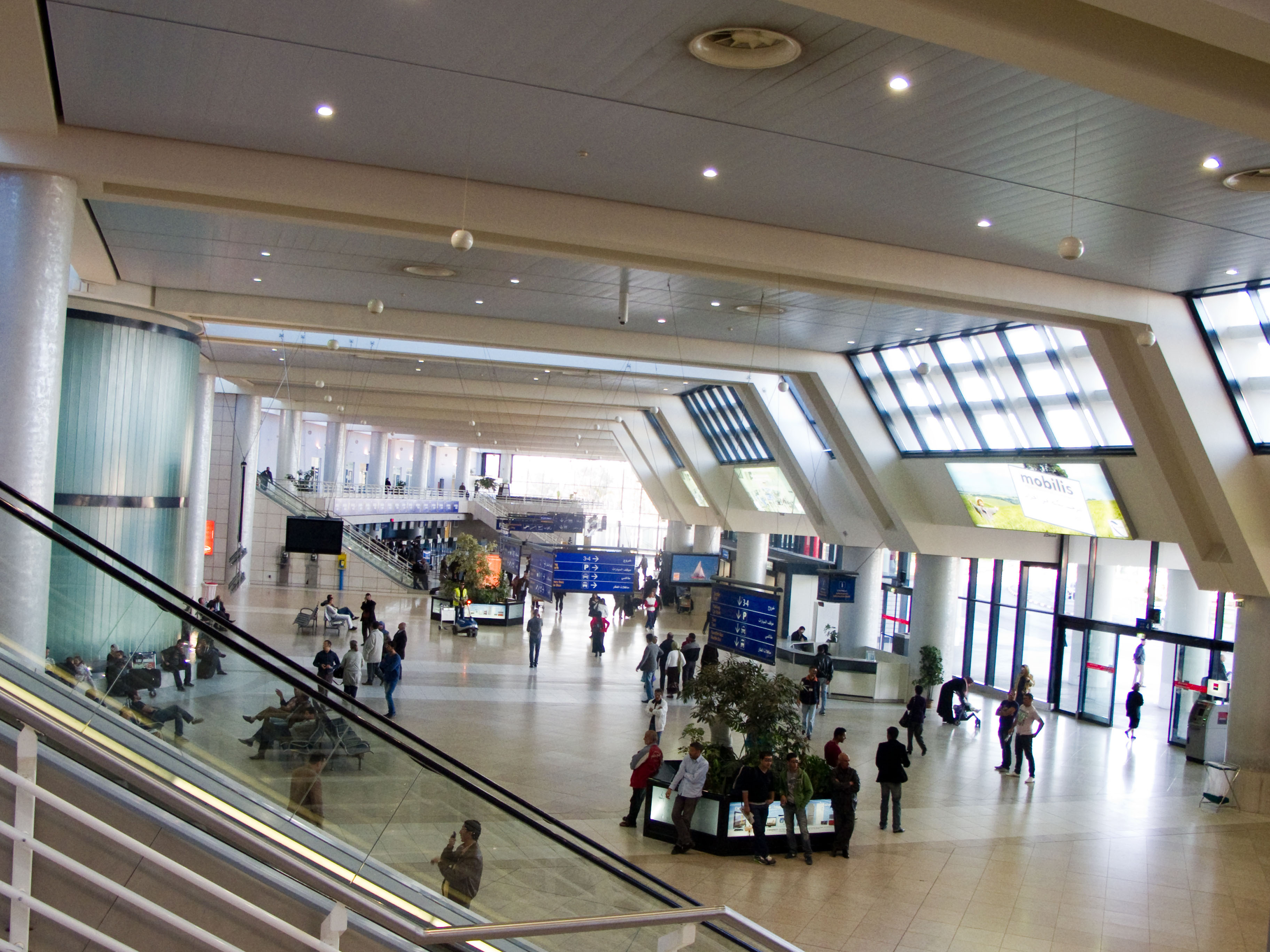
القاعة الرئيسية للمحطة الدولية.

المحطة 2
مختصة بالرحلات المحلية بسعة 2.5 مليون مسافر. يتم استخدامها من طرف شركتين وطنيتين هما الخطوط الجوية الجزائرية وطيران الطاسيلي. قبل 2006، كانت تستخدم كمحطة دولية ولكنها لم تعد تستوعب عدد المسافرين المتزايد. تم افتتاحها يوم 3 نوفمبر 2007 بعد عملية التحديث والصيانة وتوسيع طاقة استقبال المسافرين على الخطوط الداخلية.
تشمل أجنحة المحطة المحلية علاوة على البهو الرئيسي، منطقة للتسجيل مزودة بـ20 جهازا حديثا، منطقة تجارية تضم 12 محلا تجاريا، قاعة للركوب بـ8 منافذ تضم أيضا قاعة للانتظار وأخرى للصلاة، فضاء لإستقبال الأمتعة عبر ثلاث أفرشة متحركة وقاعة خاصة بالمسافرين على الدرجة الأولى.
أما خارج المرفق فقد تمت تهيئة حظيرة للسيارات تتسع لـ900 سيارة ومحطة خاصة بـسيارات الأجرة وأخرى لحافلات خدمة المسافرين تتنقل بين المحطتين 1 و 2.
المحطة 3
مختصة برحلات الشارتر والحج بسعة مليون مسافر. يتم استخدامها من طرف الخطوط الجوية الجزائرية.

### المدارج

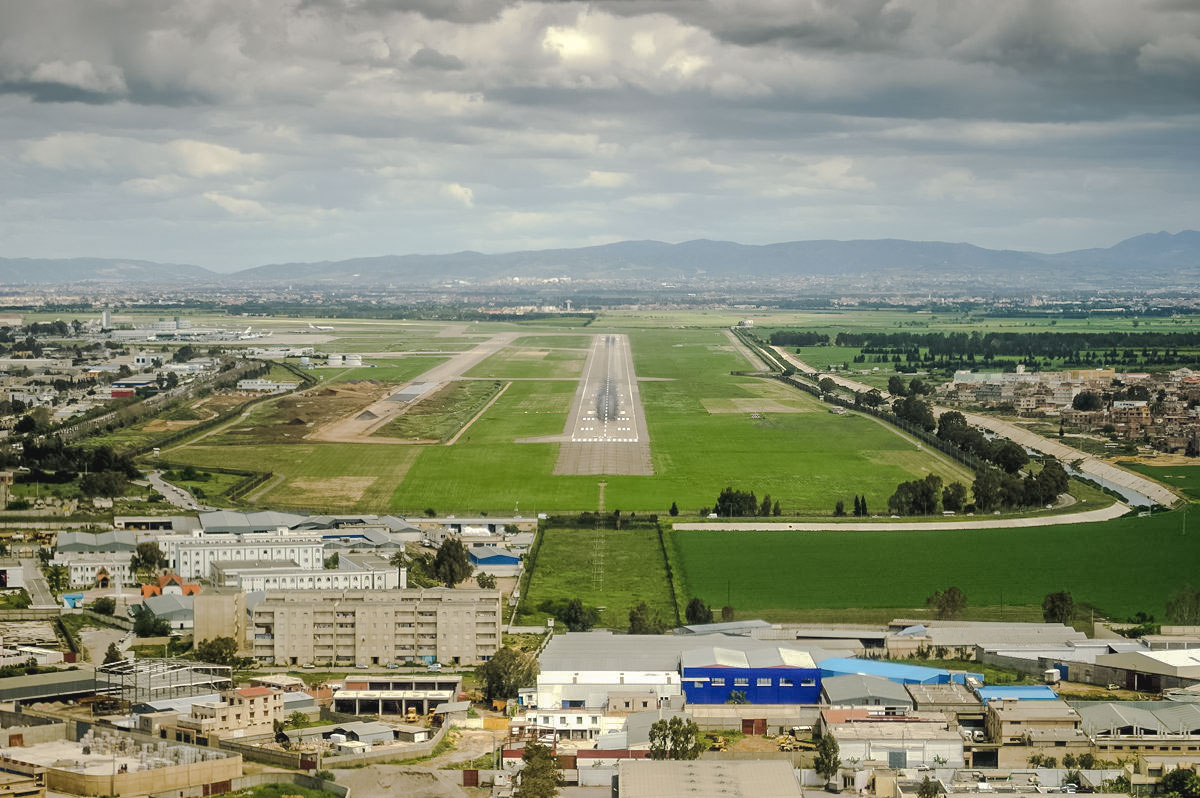
المدرج الغربي 09/27

مطار هواري بومدين لديه مدرجين طويلين متخصصان من أجل جعل حركة المرور أكثر سلاسة والسماح لسلامة المرور أفضل، منها المدرج الشرقي 05/23 بطول 3500 م وعرض 60 م مُسطح بالخرسانة الإسفلتية في اتجاه الشمال والجنوب الغربي، والمدرج الغربي 09/27 بطول 3500 م وعرض 45 م مُسطح بـالإسفلت في اتجاه الشرق والغرب.
في عام 2015، تعامل المدرجين مع 80.366 حركة طائرات منها 44.363 للشبكة الدولية (في الوصول والمغادرة).
| الاتجاه/الاسم         | الطول (متر) | الأرضية            | الترتيب       | بداية العمليات | الاستعمال       |
| --------------------- | ----------- | ------------------ | ------------- | -------------- | --------------- |
| 05/23 (المدرج الشرقي) | 3500 × 60   | الخرسانة الإسفلتية | الشرق-الغرب   | 1936           | الإقلاع والهبوط |
| 09/27 (المدرج الغربي) | 3500 × 45   | الإسفلت            | الشمال-الجنوب | 1949           | الإقلاع والهبوط |

### الهياكل الأساسية الأخرى
- كما يتواجد بالمطار أيضا:
  - منطقة هبوط هيلوكوبتير.
  - قاعة شرفية، لإستقبال الرؤساء والشخصيات الكبيرة من جميع أنحاء العالم.
  - منطقة شحن.
  - مساحة وحظائر لركون وصيانة الطائرات.
  - مساحة عمليات المطار، مثل مكاتب شركات الطيران العالمية.

### التوسعات والمشاريع الحالية
بسبب الحركية المتزايدة في مطار هواري بومدين بمرور السنوات، أطلقت المديرية العامة لشركة تسيير الخدمات والهياكل القاعدية للمطارات الجزائرية سنة 2008 دراسة تحت عنوان "المخطط المدير لمطار الجزائر"، تتعلق بتحديد الفترة التي سيكون فيها المطار الدولي هواري بومدين غير قادر على الإستيعاب، وتحديد الحلول الملائمة لتنمية الهياكل القاعدية لإستقبال الطائرات الكبيرة مثل إيرباص إيه 380.

#### المحطة الغربية

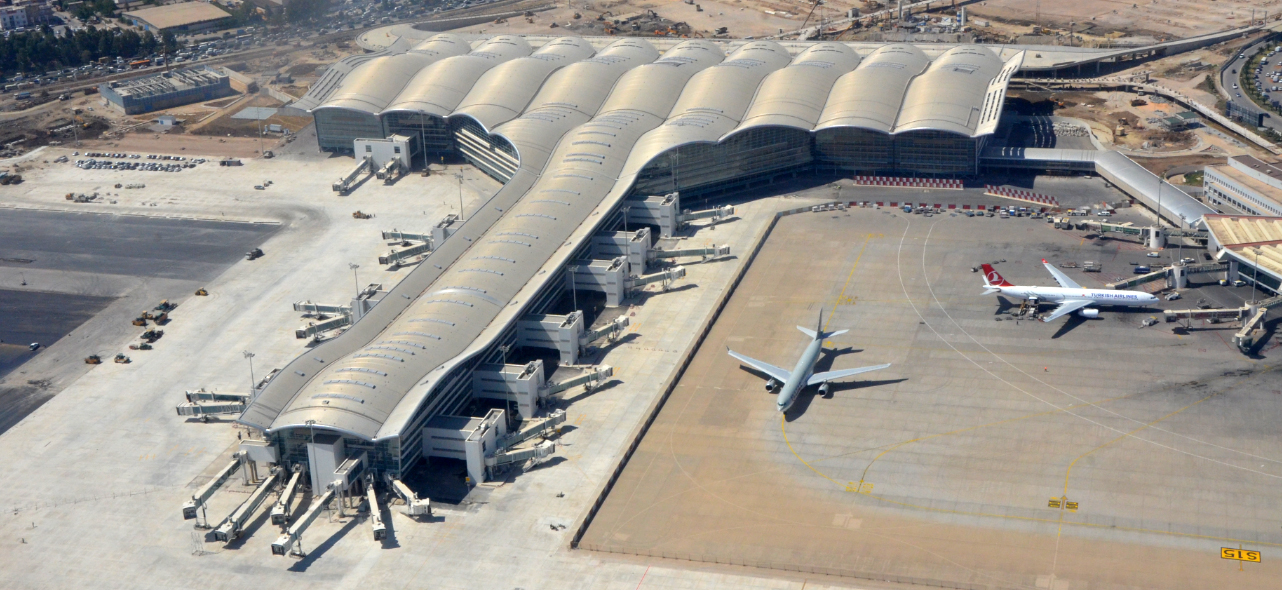
المحطة الدولية الجديدة

بُرمج إطلاق أشغال محطة المطار الجديدة التي تتسع لـ10 ملايين مسافر سنويا سنة 2014 بتكلفة تقدر بـ330 مليون € وتُستلم في أواخر سنة 2018، مما يرفع طاقة الاستيعاب إلى 16 مليون سنويا. تقع المحطة الجديدة على يسار المحطة الدولية الحالية بالجهة الغربية للمطار بمحاذاة القاعة الشرفية.
يتضمن المشروع الجديد المتربع على قطعة أرض تقدر مساحتها بـ65 هكتار، مبنى محطة للمسافرين تتربع على مساحة تزيد عن 214 ألف متر مربع وموقف للطائرات وآخر للسيارات بقدرة استيعاب تصل إلى 4500 مكان وممرات جانبية للطائرات تربطها مباشرة مع مدرجي الإقلاع، بالإضافة إلى ذلك سيكون لديها أكثر من 120 نقطة تسجيل و 84 نقطة تفتيش وتسعة بساطات متحركة ويسمح لأول مرة استقبال طائرات إيرباص إيه 380.
عهد تنفيذ هذا المشروع إلى شركة الصين للإنشاءات الهندسية (CSCEC)، وهي شركة تشييد عمومية صينية 25. يتم تمويلها من قبل شركة إدارة المطارات في الجزائر العاصمة (45 مليار دينار جزائري) والخزينة العمومية.

#### برج المراقبة
14 أكتوبر 2013، انطلقت أشغال إنجاز برج جديد للمراقبة الجوية بمطار هواري بومدين الدولي في خطوة لتطوير وتحديث هياكل الطيران بالمطار، ويندرج هذا المشروع ضمن خمس مشاريع لبناء أبراج مراقبة في كل من مطارات قسنطينة ووهران اللذين انطلقت الأشغال بهما إضافة إلى مطارات غرداية وتمنراست.

#### منطقة الشحن (قيد الدراسة)
يضاف إلى ذلك منطقة شحن جديدة حيث أن الدراسات بشأنه لا زالت جارية، وسيتم الاعتماد على مكان الشحن بالمطار وتقييم السوق المحتملة، للتأكيد على أحسن تنظيم وتحفيز لعملية الشحن خاصة عبر المشروع الجديد المسمى «قرية البضائع». بغية الرفع من الحجم السنوي للشحن الذي لا يتجاوز 2000 طن في السنة، بسبب ضيق مساحات التخزين الواقعة بالمطار.

## الوصول إلى المطار
السيارات وسيارات الأجرة
- المطار متصل مباشرة بالطريق السيار شرق غرب عبر الطريق الوطني 5 (ط و 5) والذي يربط أرجاء العاصمة من الجنوب على بعد 38 دقيقة حسب سيولة حركة المرور، وهو نادرا ما يكون نظرا لتشبع حركة المرور وكثرة مرتاديه.
- مخترق طريق المطار والذي يربط المطار مباشرة بالطريق الوطني 11 (ط و 11) والذي يربط أرجاء العاصمة من الشمال على بعد 35 دقيقة حسب سيولة حركة المرور، على الرغم من التباطؤ في في الطريق السريع مما يتسبب في تأخير 9 دقائق.
- الطريق الاجتنابي الجنوبي (أ61) يسمح بربط المطار مباشرة بأنحاء العاصمة الغربية وولاية البليدة.

الحافلات
تقوم مؤسسة النقل الحضري وشبه الحضري لمدينة الجزائر بتوفير 3 خطوط للحافلات انطلاقاً من المطار، ويختلف سعر التذكرة على حسب الوجهة (عموماً ما بين 20 و 45 دينار):
- الخط 39: المطار - ساحة أودان.
- الخط 100: المطار - ساحة الشهداء في وسط المدينة كل 30 دقيقة.
- الخط 178: المطار - المحطة الطرقية.

القطار
يمكن الوصول للمطار عبر خط القطار الجديد والذي يربط بين محطة القطار آغا ومحطة القطار في المطار، من الساعة 5 صباحاً إلى غاية الساعة 9 ليلا، بسعر 50 دينار، وتتراوح المدة الزمنية التي يستغرقها القطار للوصول للمدينة 20 دقيقة، بمعدل 34 رحلة يومياً.
تم إطلاق سنة 2014 مشروع خط نقل بشبكة مترو الجزائر يربط مطار هواري بومدين الدولي بمحطة مترو مخصصة للمطار عبر الخط 1 والذي يمتد على مسافة تقدر بـ9.5 كلم و بـ9 محطات وصولا إلى محطة الحراش، وسيتم تسليمه وبرمجة أولى الرحلات مع نهاية 2021.